# NGC 3785
NGC 3785 في الفهرس العام الجديد، هي مجرة، تقع في كوكبة الأسد. اكتشفت في 28 أبريل 1881 بواسطة إدوارد ستيفان.

## روابط خارجية
- NGC 3785 على موقع ويكي سكاي: DSS2, SDSS, GALEX, IRAS, Hydrogen α, X-Ray, Astrophoto, Sky Map, Articles and images